# Tom Jefferson Terral
Tom Jefferson Terral, né le 21 décembre 1881 dans la paroisse de l'Union (Louisiane) et mort le 9 mars 1946 à Little Rock (Arkansas), est un homme politique démocrate américain. Il est gouverneur de l'Arkansas entre 1925 à 1927.

## Sources
- (en) Cet article est partiellement ou en totalité issu de l’article de Wikipédia en anglais intitulé « Tom Jefferson Terral » (voir la liste des auteurs).